# Cycloseris fragilis
Espèce
Synonymes
- Fungia fragilis (Hoeksema, 1989) (préféré par UICN)
- Cycloseris patelliformis (Boschma, 1923)
- Diaseris fragilis Alcock, 1893

Cycloseris fragilis est une espèce de coraux appartenant à la famille des Fungiidae.